# 新庄水库 (宿州)
新庄水库是中国安徽省宿州市萧县境内的一座水库，位于废黄河上，建于1959年。水库正常库容为1100万立方米，集雨面积为75平方千米，海拔为41米。